# Clenbuterol
El clenbuterol és una droga simpatomimètica del grup de les amines que actua sobre els receptors adrenèrgics del sistema nerviós simpàtic. Inclosa dins del subgrup dels fàrmacs β-agonistes, s'empra com a broncodilatador en persones amb problemes respiratoris, com l'asma.
La seva patent fou registrada l'any 1967 i el seu ús mèdic fou aprovat el 1977.

## Ús mèdic i veterinari
L'administració del clenbuterol es pot prendre en forma de pastilles, aerosols o injeccions. Rep el malnom de «dopatge de les models» —atès que redueix la sensació de fam i ajuda a perdre pes— i els seus efectes anabòlics i lipolítics d'aquest compost, que és capaç d'augmentar el rendiment de les canals dels bovins, feu que se n'abusés en excés durant la dècada de 1990 per la criança industrial de bestiar, que va comportar alhora intoxicacions alimentàries serioses en humans.
Actualment el seu ús per animals d'abastament és il·legal pel seu risc per a la salut humana, excepte en casos específics en què sigui necessària l'obstetrícia bovina. Considerat com un anabolitzant i prohibits en diversos països com el Regne Unit o els Estats Units d'Amèrica, la seva administració en sobredosi pot provocar efectes secundaris com tremolors musculars, maldecaps, palpitacions, desmais, nàusees i vòmits, acceleració del pols cardíac i fins i tot la mort per aturada cardiorespiratòria.

Recreació tridimensional de l'estructura química del clenbuterol.